# Keidy Kaasiku
Keidy Kaasiku (* 3. Oktober 2001 in Tallinn) ist eine estnische Skilangläuferin.

## Werdegang
Kaasiku nahm von 2016 bis 2020 vorwiegend an Juniorenrennen teil. Bei den Junioren-Skiweltmeisterschaften 2019 in Lahti belegte sie den 49. Platz über 5 km Freistil und beim Europäischen Olympischen Winter-Jugendfestival 2019 in Sarajevo den 40. Platz über 7,5 km klassisch, den 12. Rang im Sprint und den sechsten Platz über 5 km Freistil. Nachdem sie zu Beginn der Saison 2019/20 beim Scandinavian-Cup in Vuokatti erstmals im Continental-Cup gestartet war, wurde sie in Otepää über 5 km Freistil erstmals estnische Meisterin. Ihre besten Platzierungen bei den U23-Weltmeisterschaften 2020 in Oberwiesenthal waren der 30. Platz im Sprint und der 12. Rang mit der Staffel. Im März 2020 erreichte sie beim Balkan-Cup in Gerede mit zwei zweiten Plätzen hinter ihrer Zwillingsschwester Kaidy ihre ersten Podestplatzierungen im Continental-Cup. Im Januar 2021 wurde sie in Mammaste estnische Meisterin über 10 km Freistil und debütierte in Lahti im Skilanglauf-Weltcup. Dort holte sie mit dem zehnten Platz in der Staffel ihre ersten Weltcuppunkte. Ihre besten Ergebnisse bei den U23-Weltmeisterschaften 2021 in Vuokatti waren der 16. Platz über 5 km Freistil und der siebte Rang mit der Staffel. Beim Saisonhöhepunkt, den Nordischen Skiweltmeisterschaften 2021 in Oberstdorf, lief sie auf den 68. Platz im Sprint, auf den 51. Rang über 10 km Freistil und auf den 14. Platz mit der Staffel. In der Saison 2021/22 nahm sie bei den Olympischen Winterspielen 2022 in Peking an fünf Rennen teil. Ihre besten Platzierungen dabei waren der 39. Platz im Skiathlon und der 16. Rang mit der Staffel. Bei den folgenden U23-Weltmeisterschaften in Lygna belegte sie den 32. Platz im Sprint, den 18. Rang über 10 km klassisch und den zehnten Platz in der Mixed-Staffel.

## Erfolge

### Siege bei Continental-Cup-Rennen
| Nr. | Datum         | Ort    | Disziplin     | Serie      |
| --- | ------------- | ------ | ------------- | ---------- |
| 1.  | 27. März 2022 | Gerede | 5 km Freistil | Balkan-Cup |

### Rollerski-Weltcup-Siege im Team
| Nr. | Datum           | Ort    | Disziplin                        |
| --- | --------------- | ------ | -------------------------------- |
| 1.  | 26. August 2022 | Madona | 3 × 1,7 km Teamsprint Freistil 1 |

## Teilnahmen an Weltmeisterschaften und Olympischen Winterspielen

### Olympische Spiele
- 2022 Peking: 16. Platz Staffel, 17. Platz Teamsprint klassisch, 39. Platz 15 km Skiathlon, 60. Platz 10 km klassisch, 62. Platz Sprint Freistil

### Nordische Skiweltmeisterschaften
- 2021 Oberstdorf: 14. Platz Staffel, 51. Platz 10 km Freistil, 68. Platz Sprint klassisch
- 2023 Planica: 11. Platz Teamsprint Freistil, 30. Platz 30 km klassisch Massenstart, 44. Platz 10 km Freistil, 44. Platz Sprint klassisch
- 2025 Trondheim: 11. Platz Staffel, 12. Platz Teamsprint klassisch, 31. Platz 20 km Skiathlon, 34. Platz Sprint Freistil